# 私立延平高級中学
私立延平高級中学（えんへい/ユェンピンこうきゅうちゅうがく、ピンイン：Yánpíng、注音: ㄧㄢˊ ㄆㄧㄥˊ、 Taipei Private Yan Ping High School）は、台湾台北市にある高中。完全中学として国中部を併設する。台湾で私立トップの学校であり、長年、台湾大学や世界ランキング100位大学合格者数が台湾一であることで知られる。

## 沿革
| 年     | 月日    | 事跡                                                       |
| ------ | ------- | ---------------------------------------------------------- |
| 1945年 | -       | 朱昭陽、宋進英により延平大学設立準備が開始                 |
| 1946年 | 9月     | 学科不足のため大学としての認可が下りず、延平学院として開校 |
| 1947年 | 2月28日 | 二二八事件の影響で閉鎖される                               |
| 1948年 | 9月     | 延平高中補習学校として復興                                 |
| 1959年 | -       | 私立延平高級中学と改称                                     |

### 暗夜の蛍光
1945年、台湾の行政権が中華民国に接収されると、日本の大蔵省に所属していた朱昭陽と弁護士の宋進英が台湾に帰国し、炭鉱業界の有力者と共に延平大学の設立計画を立案し、林献堂に理事長への就任を依頼した。学名は延平郡王鄭成功に因み林献堂が「延平大学」と命名した。1945年9月に生徒募集を開始したが、設置学科不足により大学として認可されず、「延平学院」の名称で、経済・法律及び夜間部での開始となった。同年双十節の夜に私立開南商工学校の運動場を利用しての開校式典が実施され、1,100余名の学生を前に朱昭陽は社会混乱の台湾に一条の光明を提供するものであり、暗夜の荒野の蛍光であると訓示し、台湾人により初めて設立された高等教育機関が誕生したのであった。

### 二・二八事件
最初の学期が終了し冬休み期間中の1946年2月27日、台北市延平北路での闇タバコ取締り事件を発端に二・二八事件が発生した。当時延平学院に在籍していた学生は国立台湾大学や国立台湾師範大学の学生と連絡を取り事態に対応した。しかし数日後軍隊が学校内に進軍、学内から多数の武器が発見されたことを理由に閉鎖された。

### 再建
二二八事件後の台湾社会は混乱を極めたが、その中で林献堂を初め学校関係者は学校再開のために奔走した。その結果1948年9月に延平高級補習学校の名称で再建され、西門国小の校舎を利用しての授業が開始された。教授陣でも各界の名士を招聘し、後に総統に就任する李登輝も教壇に立っている。当初300余名の学生であったが、後に10倍の規模となり、1953年には現在の建国南路に校舎が建設され、1959年の学制改革に従い中学として改編され現在に至っている。

### 水上黄宮
1953年に現在地に移った当時は2階建て校舎1棟という規模であり、周囲は水田に囲まれていた。この環境により「水上黄宮」と称された。初期の学生募集は順風満帆でなく、当初は5年連続で1クラスの募集に留まり後にようやく3クラスまで拡大された。当時の初中部、高中部ともに受験に失敗した学生の避難所としての性格が強かった。1968年に9年制義務教育制度が実施されるに至り初中部の経営状況が好転してきた。

### 私校第一
1979年8月に中高一貫教育クラスが編成されると、高中部卒業生から全国の国立大学への進学者は大幅に増大した。現在では公立大学への進学者比率は全国15名以内となり、私立高中の中ではトップクラスの数字を実現している。1989年に新校舎が落成し現在に至っている。

## 組織
- 校内組織: 家長会、教師会、学生自治会、班聯会、校友総会

## 歴代校長
- 創校者：朱昭陽、宋進英
- 初代董事：林献堂、黄朝琴、游弥堅、丘念台、蔡培火、杜聡明、楊肇嘉
- 第2~8代董事長：呉三連
- 第2代校長：粟竹松
- 繼任董事長：朱昭陽、劉栄凱、宋文彬
- 現職董事長：陳忠源
- 現職董事：高志尚、陳翠蓮、許瑞祥、林芳媖、陳怡芬、劉美娥、宋玫玫、謝尚賢、李榮林、劉永順
- 現職校長：張漢鏞

## 校徽
- 吉利六線：

六年修業、学制完備、日夜兼具、焚膏継晷、循序漸進、日就月将、努力向上、趨吉臻利。
- 緑色大地：

坦然開闊、心如緑地、欣欣向栄、生機無限、立足郷園、心繋環保、子子孫孫、熱愛宝島。
- 稲穂金蛍：

飽満稲穂、謙和是向、粒粒盤飧、飲水思源、金蛍雖小、暗夜明光、燭照人間、真情温馨。
- 光芒万丈：

嚢蛍増輝、璀璨亮麗、同心同徳、衆志成城、延平学子、前程似錦、麗日当中、千秋万世。

## 校歌
詞:粟耘 曲:魏士文
延平郡王鄭成功

我校精神法其風

承先啓後先生志

誠正勤樸学子崇

立足在郷園

放眼是大千

延平 延平 延平

杏壇有延平

麗日正当中

麗日正当中
- online

## 広報誌
現在中国語の広報誌は延平青年社により編集された『延平人』及び『延平青年』が刊行されている。
英文版としては『The Firefly』が高二の学生により編集され、外国語センターより発行されている。

## 課外活動
現在活動場所の制限から、学生の課外活動は延平青年社及び外語選修課程を除いて半期参加制度を採用している。外国語センターは外語選修課程を設置し、課外活動を合わせて行っており、撰修者は他の課外活動に参加できないこととなっている。

## 著名な出身者

### 政治界
- 潘維剛
- 鄭運鵬
- 周守訓

### 文学界
- 呉念真

### 芸能界
- 林昶佐（芸名はFreddy、閃霊楽団の創設メンバーでメインボーカル）

### 教育界
- 洪致文 - 気象学者・地理学者・鉄道研究家、作家。

### その他
- 古庭維 - 鉄道、山岳写真家、登山家